# ماسان (فیلم)
ماسان (به هندی: Masaan) فیلمی محصول سال ۲۰۱۵ و به کارگردانی نیراج گایوان است. در این فیلم بازیگرانی همچون ریچا چادا، ویکی کائوشال، سانجی میشرا ایفای نقش کرده‌اند.